# Der Tag, als Stalins Hose verschwand
Der Tag, als Stalins Hose verschwand (mazedonisch: Големата вода, Golemata voda) ist ein mazedonischer Spielfilm von Regisseur Ivo Trajkov aus dem Jahr 2004. Der Film basiert auf dem preisgekrönten Roman „Golemata Voda“ von Zhivko Chingo.

## Handlung
Der Film beginnt in der Gegenwart, in der der alte Lem Nikodinoski, ein mazedonischer Politiker, nach einem Herzinfarkt ins Krankenhaus eingeliefert wird. Auf dem Sterbebett erinnert er sich an seine Kindheit zurück: 1945 kommt Lem als 12-Jähriger in ein stalinistisches Waisenhaus für Kinder von gefallenen Feinden des Regimes, wo den Kindern Stalins Ideologie eingebläut wird. Dort lernt er den mysteriösen Isak kennen, der es als Einziger wagt, die Autorität der Heimleiter zu hinterfragen. Lem und Isak verbrüdern sich und führen einen gemeinsamen Kampf gegen das damalige System im kommunistischen Jugoslawien.

## Kritik
- film-dienst: Ein in Rückblenden erzählter bildgewaltiger Film, der seine düstere Geschichte in märchenhafter Art und Weise vermittelt, mit überzeugenden Schauspielern aufwarten kann und der bitteren Geschichte mit Sarkasmus und Skurrilität ein wenig ihre Schärfe nimmt.

## Auszeichnungen
Der Film feierte im Rahmen des AFI Film Festivals internationale Premiere und gewann auf dem Filmfestival in Valencia insgesamt fünf Preise, unter anderem als bester Film und für die beste Kamera.